# Medal of Honor: Allied Assault Spearhead
Medal of Honor: Allied Assault Spearhead (рус. Медаль за Отвагу: Второй Фронт Холодный удар) — компьютерная игра жанра трёхмерный шутер от первого лица, разработанная американской компанией EA Los Angeles и изданная компанией EA.
Игра повествует о событиях Второй мировой войны.

## Сюжет
Главный герой игры — сержант Джек Барнс, служащий в 506-м полку 101-й парашютной дивизии армии США.
События игры разворачиваются в Нормандии 6 июня 1944 года. Игрок управляет отрядом специального назначения SAS и вместе с ним зачищает городок на побережье Юта. Затем отряд взрывает железнодорожный мост и ликвидирует полковника СС. После этого Барнс отправляется в Арденнский лес, где сопровождает колонну снабжения и уничтожает вражеские пушки. В конце игры главный герой вместе с бойцами Советской Армии участвует в битве за Берлин.

## Игровой процесс
Medal of Honor: Allied Assault Spearhead — стандартный шутер от первого лица. Игрок движется по так называемым «коридорным уровням» и уничтожает встречающихся на пути врагов. Миссии предусматривают спасение пленников и проведение диверсий.

### Нормандия(Операция «Оверлорд»)
- Добро пожаловать во Францию

6 июня 1944 года, пляж «Юта», Нормандия

Миссия начинается в самолёте. Главный герой прыгает с парашютом и приземляется на ферме в одиночестве. Игрок вынужден прорываться через толпы немцев к мельнице, где нужно встретиться с британскими десантниками. В конце миссии с помощью зенитки игрок должен уничтожить танк противника.
- Заряжено и наведено

Продолжение предыдущей миссии

Группа из 4 человек (включая главного героя) зачищает небольшой посёлок, где игрок должен уничтожить 88-мм зенитку. Затем, уничтожив небольшой отряд немцев, группа подходит к ж/д насыпи, и рядовой Галловей взрывает решётку, перекрывающую путь в тоннель. Далее группа зачищает несколько фермерских дворов (при этом погибает рядовой Галловей), и рядовой Уилсон отправляется на разведку, а игрок при поддержке капитана должен уничтожить ещё одну 88-мм зенитку. В конце возвращается рядовой Уилсон и ведёт группу к лодке.
- Охота начинается

Продолжение предыдущей миссии

Миссия начинается в лодке посреди реки. В группе 3 человека вместе с главным героем. Высадившись на берег, группа зачищает побережье и особняк. За особняком в сарае скрывается полковник СС Хильдебрандт, которого необходимо уничтожить, однако он успевает скрыться на мотоцикле. Преследуя полковника, группа выходит к особняку, кишашему немецкими солдатами, где и скрывается полковник. Игрок должен в одиночку зачистить особняк и ликвидировать полковника. Затем группа продолжает двигаться к ж./д. мосту, однако из ближайшего двора выезжает танк «Тигр», который серьёзно препятствует дальнейшему продвижению. При столкновении с танком погибает рядовой Уилсон. Игроку предстоит уничтожить танк с помощью 88-мм зенитки, в то время как капитан выманивает танк на линию огня. Далее необходимо уничтожить зенитку, используя последнюю взрывчатку. После уничтожения зенитки над городом пролетает американский самолёт, который сбрасывает с парашютом партию взрывчатки, причём прямо «на голову» немцам. Игроку при поддержке капитана предстоит забрать взрывчатку и прорываться к ж/д мосту через город, наводнённый немецкими солдатами. Попутно придётся взорвать пункт связи, дабы расчистить проход в городском лабиринте (а заодно и лишить противника связи). Зачистив ж/д станцию, игрок под прикрытием капитана должен идти на мост, чтобы заложить заряды взрывчатки на опоры. При этом придётся столкнуться с немногочисленной охраной непосредственно на мосту. После того, как игрок покинет мост, показывается видеоролик. На нем видно, как поезд, заезжая на мост, падает в реку.

### Бастонь(Арденнский лес)
- Бастонь

24 декабря 1944 года, Арденнский лес, Бельгия

Испытывая недостаток боеприпасов и продовольствия, группа из 4 американских десантников под командованием Барнса отправлена в рейд на немецкую базу с целью добычи вражеских припасов. По дороге также необходимо уничтожить немецкую артиллерию и вражескую бронетехнику. Одним из членов отряда является безоружный медик, который периодически лечит раненых членов группы.
- На броневике

24 декабря 1944 года, Арденнский лес, Бельгия

Миссия представляет собой поездку на броневике в роли стрелка из противотанкового ружья. Цель — сопроводить до американских позиций захваченный у немцев грузовик с припасами, уничтожая вражескую технику и пехоту. В кузове грузовика находятся трое американских солдат, которые помогают Барнсу защищать грузовик.
- Канун рождества

24 декабря 1944 года, Арденнский лес, Бельгия

В канун Рождества немцы начинают массированный артиллерийский обстрел позиций американцев, спокойно отмечающих скорое Рождество. Множество десантников гибнет, ранен командир — капитан Мерфи. Барнс, укрываясь от огня артиллерии, должен сопроводить к раненому медика, пока он не умер. После этого начинается массированная атака немецкой пехоты. Оборона будет считаться прорванной, если хотя бы один немецкий солдат пересечет американский окоп на любом из флангов. Все американские бойцы, за исключением капитана, вооружены немецким оружием по причине отсутствия боеприпасов для американского оружия.
- Рождественское утро

25 декабря 1944 года, Арденнский лес, Бельгия

Под пулемётным огнём американцы начинают контратаку на позиции немцев. Разобравшись с обороной противника и танками, Барнс с капитаном Мерфи зачищает церковь, в которой засел снайпер, а после -отель. Под конец миссии Барнс сбивает из зенитки вражеский пикирующий бомбардировщик.

### Берлин(Дорога на Берлин)
- Сердце Третьего Рейха

28 апреля 1945 года, Берлин, Германия

Вместе с группой из 6 советских солдат Барнс прорывается в Берлин, захватывая плацдарм у одного из мостов через реку для продвижения вглубь города. После внезапной атаки немцев, в ходе которой гибнут двое советских солдат, советский офицер сообщает Барнсу о крушении американского разведывательного самолёта и направляет его на спасение разведанных, пока оставшиеся советские солдаты останутся удерживать плацдарм. Барнс отправляется на поиск сбитого самолёта, прорываясь через многочисленные отряды противника, после чего захватывает документы в немецком штабе, а под конец уровня захватывает захваченный ранее немцами советский танк Т-34-76.
- Танк в городе

28 апреля 1945 года, Берлин, Германия

Барнс выступает в роли водитель и наводчика захваченного ранее советского танка Т-34-76. Помимо основного орудия, Барнсу доступен установленный на крыше башне пулемёт ДТ. Ему необходимо прорваться через множество вражеских танков и орудий назад к советским позициям у моста, после чего отражать массированную контратаку врага. В обороне моста Барнсу будут помогать два союзных танка, а также несколько советских солдат, двое из которых по какой-то причине вооружены американскими пулемётами BAR. Роль своеобразных аптечек на уровне представляют собой бочки с топливом, на которых нарисованы красный медицинские кресты.
Для рукопашной атаки (нажатие клавиши альтернативной атаки) можно использовать любое стрелковое нестационарное вооружение, кроме снайперских винтовок (при нажатии клавиши альтернативной атаки включается использование оптического прицела), ручных гранат (происходит ближний бросок) и гранатомётов. В одиночной игре имеется несколько типов взрывчатки, тогда как в сетевой игре взрывчатка в виде динамитных шашек может быть использована только в режиме «поиск и уничтожение». В отдельных миссиях одиночной игры протагонисту доступно вождение и управление оружием советского танка Т-34, немецким зенитным орудием Flak 88 и счетверённой зенитной пушкой Flakvierling 38.

## Отзывы в прессе
| Сводный рейтинг       | Сводный рейтинг      |
| Агрегатор             | Оценка               |
| --------------------- | -------------------- |
| GameRankings          | 75,11 %              |
| Metacritic            | 91 / 100 (34 обзора) |
| Иноязычные издания    |                      |
| Издание               | Оценка               |
| AllGame               | [ 3 ] [ 4 ]          |
| CVG                   | 9,4 / 10             |
| Eurogamer             | 8 / 10               |
| GamePro               | [ 7 ]                |
| GameSpot              | 9,0 / 10             |
| GameSpy               | [ 9 ]                |
| IGN                   | 9,3 / 10             |
| Русскоязычные издания |                      |
| Издание               | Оценка               |
| Absolute Games        | 85 %                 |
| «Домашний ПК»         | 72 / 100             |
| «Игромания»           | 9,5 / 10             |
| «Страна игр»          | 8,7 / 10             |

Игра заняла второе место в номинации «Лучший 3D Action» (2002) журнала «Игромания».